# 衛平侯
衞平侯（？—前335年），姬姓，子南氏，名勁，為戰國諸侯國衞國君主之一。

## 簡介
衞平侯是衞靈公之子子南的後代，子南的後代均以「子南」為氏，子南生子南彌牟，子南彌牟生子南简子，子南简子的后代中有子南固和子南勁，子南勁即衞平侯。前343年魏文惠王廢除衞成侯，改立子南勁為衞國君主。在位8年。
| 前任： 君衞成侯 | 戰國衞國君主 前342年--前335年 | 繼任： 子衞嗣君 |